# SOSO工具栏
SOSO工具栏是腾讯公司推出的一款IE工具栏软件。这个软件和IE浏览器一起工作，提供搜索、应用盒子、QQ业务、实用工具、恶意网址拦截等功能。现已停止维护。

## 现状
随着腾讯入股搜搜狗，并将搜搜等业务与搜狗进行合并，包括SOSO工具栏在内的搜搜相关品牌名已完全消失。

## 功能介绍

### 搜索
搜索功能可以通过SOSO工具栏的搜索框、右键菜单或拖拽的方式来实现搜索。

### QQ业务
QQ业务功能在登录QQ号码之后可以快速了解各业务（如QQ空间、QQ邮箱、搜搜问问）的动态，并快速进入这些业务。

### 实用工具
实用工具包括截图、翻译、记事本、订阅功能。

#### 截图
此功能可以快速截取屏幕显示。

#### 翻译
此功能可把网页上的英文翻译为中文。

#### 记事本
此功能可以方便地记录文字、图片等。

#### 订阅
此功能可以方便快捷地订阅您感兴趣的RSS数据源。

### 恶意网址拦截
此功能在检测到用户浏览钓鱼、挂马、中毒网站时可以自动阻止，保证用户浏览网站时的安全。

### 鼠标手势
用户通过鼠标手势功能可以快速操作网页的功能。（此功能只支持IE6或IE7）在浏览网页时，按住鼠标右键并画出轨迹，在SOSO工具栏识别之后即可执行响应操作。

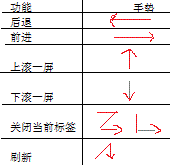
SOSO工具栏手势演示

### 侧边栏
侧边栏功能可以提供搜索、记事、股票、收藏视频等功能。点击SOSO工具栏上的翅膀图标即可显示侧边栏。此功能目前在Windows 8下无法工作。

### 常用网页
常用网页功能以九宫格形式显示常用网页，直接点击即可进入网页。SOSO工具栏默认设置3个常用网页，用户也可以编辑所有9个格子。在常用网页上，还有搜索框、搜索词推荐、最近浏览的网页列表等。

### 流媒体独立播放和下载
流媒体独立播放和下载功能在播放视频时会自动在视频右上角出现一个工具条，在此可以独立播放视频。

### 恢复意外关闭的网页
在浏览器意外关闭后，QQ工具栏会自动记录浏览器关闭之前打开的网页。在浏览器重新打开之后即可重新访问这些网页。

### 一键转载到QQ空间
此功能在用户登录QQ帐号后可以直接将QQ空间、新浪、网易、搜狐、MSNspace、51等五大博客的全文转载到用户的QQ空间，且文章内容没有变化。